# Meczkuł
Meczkuł (bułg. Мечкул) – wieś w południowo-zachodniej Bułgarii, w obwodzie Błagojewgrad, w gminie Simitli. Według danych Narodowego Instytutu Statystycznego, 31 grudnia 2011 roku wieś liczyła 27 mieszkańców.

## Osoby związane z Meczkułem
- Georgi Nikołow – rewolucjonista